# Anticarsia gemmatalis
La oruga de las leguminosas (Anticarsia gemmatalis) son una especie tropical de lepidópteros ditrisios de la familia Noctuidae. Habita en el noreste de México, donde se le conoce como gusano saltarín, los estados del Golfo y en lugares tan lejanos como Wisconsin. Los ejemplares adultos tienen alas que son grisáceas con líneas negras o café en forma de zigzag. Las orugas son de color negro o verde con rayas claras en la parte dorsal y lateral.
Estos insectos salivan una sustancia marrón, vuelan repentinamente y se estremecen mucho cuando son molestados. Se alimenta de frijol terciopelo, maní, soya, algodón, kudzu, alfalfa, caupí, habas, judías de lima y de cassia (Senna obtusifolia).
El murciélago Tadarida brasiliensis sirve como control biológico de esta especie.

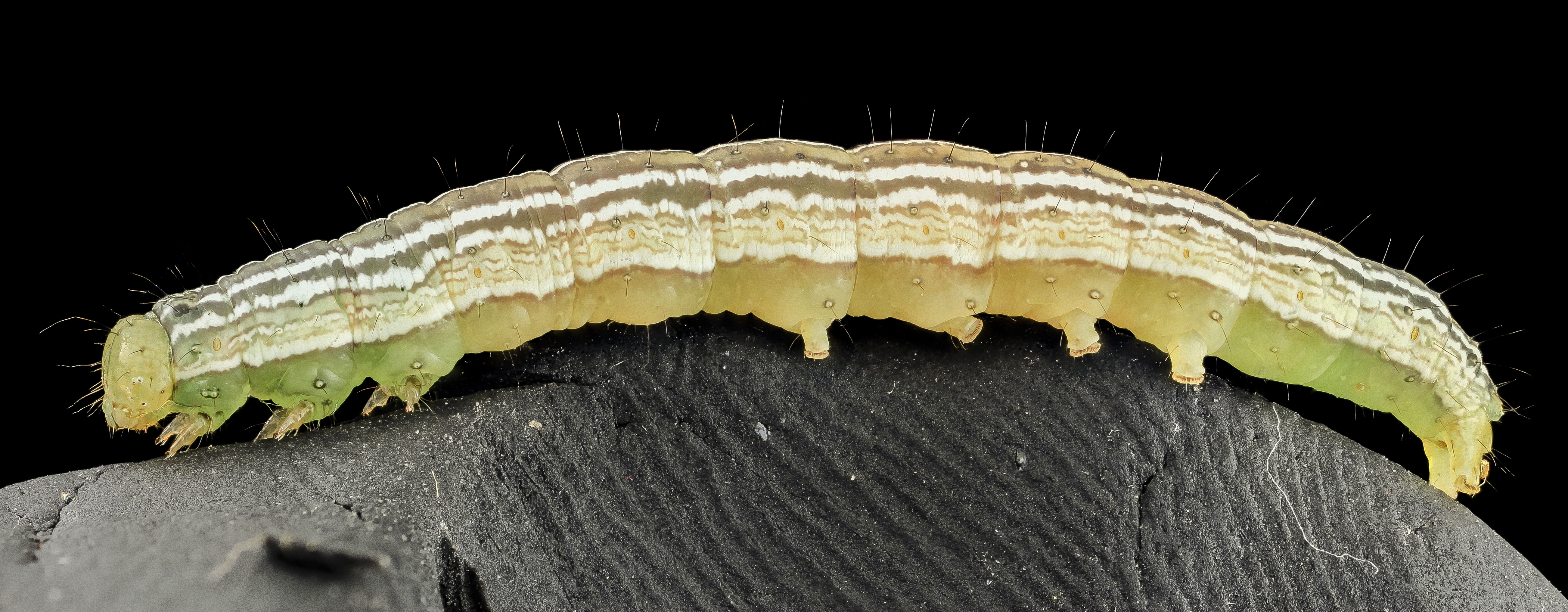
Anticarsia gemmatalis, larva